# Paul Antoine Bohoun Bouabré
Pour les articles homonymes, voir Bouabré.
 (octobre 2014).
Si vous disposez d'ouvrages ou d'articles de référence ou si vous connaissez des sites web de qualité traitant du thème abordé ici, merci de compléter l'article en donnant les références utiles à sa vérifiabilité et en les liant à la section « Notes et références ».
Paul Antoine Bohoun Bouabré, né le 9 février 1957, non loin d’Issia, dans le Centre-Ouest de la Côte d’Ivoire, et mort le 10 janvier 2012 à Jérusalem, est un homme politique ivoirien et une personnalité du Front populaire ivoirien de Laurent Gbagbo (surnommé le poulain intellectuel de Gbagbo).

## Biographie
Professeur agrégé d’économie, économiste, il a été ministre de l’Économie et des Finances, puis ministre du Plan et du Développement dans les gouvernements  Soro I et  Soro II, poste qu’il occupait déjà dans les gouvernements Banny I et Banny II.
À son arrivée au poste de ministre de l’Économie et des Finances, il n’inspirait pas confiance[réf. nécessaire], il est aujourd’hui reconnu comme le principal artisan du maintien de l’économie ivoirienne. Alors que le pays est en guerre civile et que la relation entre la Côte d’Ivoire et les organisations financières (FMI, BAD, Banque mondiale…) sont rompues, il réussit à maintenir le niveau de vie, assurer le paiement des fonctionnaires, de la dette nationale et assurer le retour des bailleurs de fonds en Côte d’Ivoire.[réf. nécessaire] Il augmente les salaires des forces de l’ordre (pour faire face à la corruption), tout cela sans emprunt.
Le 24 janvier 2001, M. Paul Antoine Bohoun Bouabré est nommé Ministre de l’Economie et des Finances.Le 15 Aout 2002, le Ministère de l’Economie et des Finances devient  un ministère d’Etat. M. Paul Antoine Bohoun Bouabré   Ministre d’Etat, Ministre de l’Economie et des Finances demeura a ce poste jusqu’ au 28 décembre 2005.
En 2004, lui et Hubert Oulaye signent l’arrêté no 1437 qui stipule que « toute demande de visa de contrat au profit d’un travailleur non ivoirien, doit être accompagnée d’un plan d’ivoirisation du poste approuvé par le ministre chargé de l’Emploi ».
En 2005, il est nommé ministre du Plan et du Développement, et renommé à ce poste en 2007 dans le gouvernement Soro I. Il reste à ce poste dans le gouvernement Soro II.
En 2006, il fait savoir son intention de prendre la place de gouverneur de la BCEAO.
En septembre 2007, il part avec une délégation accompagner Laurent Gbagbo à l’Assemblée générale de l’ONU pour sa 62e session.
Bouabré devait devenir gouverneur de la Banque centrale des États de l'Afrique de l'Ouest, pour remplacer Charles Konan Banny, mais en janvier 2008, Laurent Gbagbo et les autres présidents Ouest-africains ont finalement choisi Philippe-Henri Dakoury-Tabley, frère du ministre Louis-Henri Dakouri-Tabley des Forces nouvelles.